# Камчатка (Ярославская область)
Камчатка — заброшенная деревня в Пошехонском районе Ярославской области России. Входит в состав Ермаковского сельского поселения. 

## География
Деревня находится в северной части области, в подзоне южной тайги, на правом берегу реки Конгоры, на расстоянии примерно 16 километров (по прямой) к северо-западу от города Пошехонье, административного центра района. Абсолютная высота — 141 метр над уровнем моря.

### Климат
Климат характеризуется как умеренно континентальный, с продолжительной холодной зимой и коротким умеренно тёплым летом. Среднегодовая температура воздуха — 2,9 — 3,5 °C. Годовое количество атмосферных осадков — 500—750 мм, из которых большая часть выпадает в тёплый период. Преобладающее направление ветра юго-западное.

### Часовой пояс
Камчатка, как и вся Ярославская область, находится в часовой зоне МСК (московское время). Смещение применяемого времени относительно UTC составляет +3:00.

## Население
| 2007 | 2010 |
| ---- | ---- |
| 1    | ↘0   |

### Национальный состав
Согласно результатам переписи 2002 года в деревне проживал один житель русской национальности.